# Beaumont-de-Pertuis
Beaumont-de-Pertuis är en kommun i departementet Vaucluse i regionen Provence-Alpes-Côte d'Azur i sydöstra Frankrike. Kommunen ligger i kantonen Pertuis som tillhör arrondissementet Apt. År 2022 hade Beaumont-de-Pertuis 1 102 invånare.

## Befolkningsutveckling
Antalet invånare i kommunen Beaumont-de-Pertuis
| Referens: INSEE |